# Кенелм Эджкамб, 6-й граф Маунт-Эджкамб
Кенелм Уильям Эдвард Эджкамб, 6-й граф Маунт-Эджкамб (англ. Kenelm William Edward Edgcumbe, 6th Earl of Mount Edgcumbe; 9 октября 1873, Вена — 3/10 февраля 1965, Маунт-Эджкамб-хаус) — британский дворянин, предприниматель и политик.

## Происхождение и образование

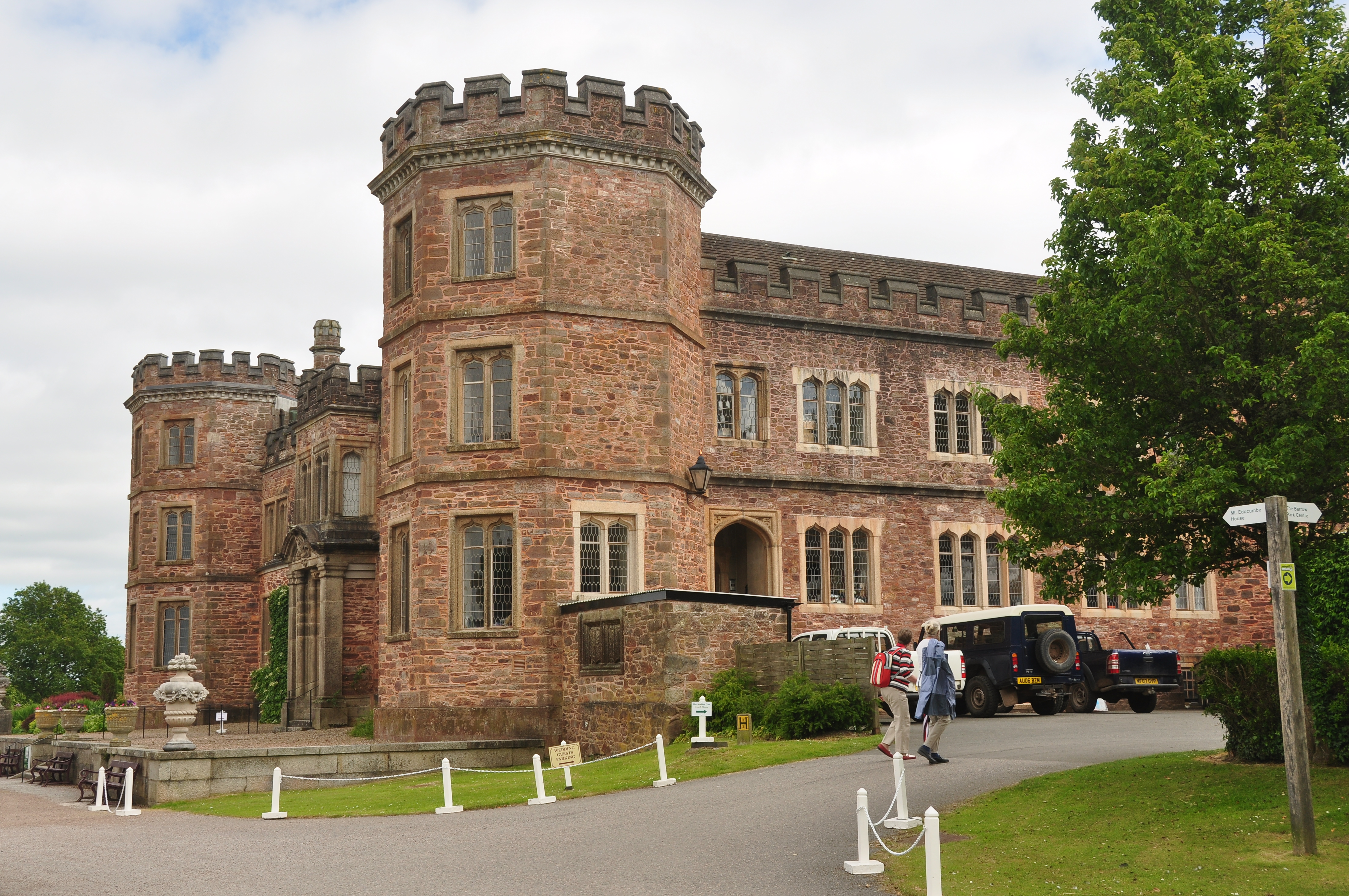
Кенелм Эджкамб отстроил заново разрушенный во время Второй мировой войны Маунт-Эджкамб-хаус

Представитель боковой линии английского дворянского рода Эджкамб. Родился 9 октября 1873 года в Вене. Единственный сын Ричарда Джона Фредерика Эджкамба (1843—1937) и его первой жены Мэри Лизы Монк (1844—1923), внук достопочтенного Джорджа Эджкамба (1800—1882), правнук Ричарда Эджкамба, 2-го графа Маунт-Эджкамба.
После посещения школы Харроу он изучал электротехнику в Дрезденском университете и Лондонском университетском колледже в Лондоне. После учебы он получил образование в компании Crompton and Co в Челмсфорде.

## Инженер и предприниматель
С 1897 года Кенелм Эджкамб работал сотрудником Нортгемптонского политехнического института в Лондоне. В 1900 году он присоединился к компании Everett and Co, основанной Эдгаром Исааком Эвереттом в 1884 году, которая затем была известна как Everett, Edgcumbe and Co и базировалась в Хендоне, недалеко от Лондона. Кенелм Эджкамб и его соучредители были пионерами электротехники. Их компания производила, среди прочего, электрические измерительные приборы и компоненты для генераторов переменного тока. Благодаря своим инновациям и публикациям Кенелм Эджкамб считался уважаемым профессионалом на международном уровне. Он был действительным членом Лондонского университетского колледжа, членом Американского института инженеров-электриков и Института инженеров-строителей, почетным секретарем Международной электротехнической комиссии, вице-президентом Международной комиссии по освещению и вице-президентом Британской ассоциации производителей электротехники и смежных производителей. С 1925 года он был вице-президентом, а затем президентом Института инженеров-электриков с 1928 по 1929 год. На этом посту он выступал за создание в обществе секции измерительных приборов. Компания Everett, Edgcumbe and Co была продана в 1957 году, но продолжает существовать, несмотря на несколько смен владельцев (по состоянию на 2020 год). Образцы продукции, произведенной под руководством Эджкамба, находятся на складе Научного музея в Лондоне.

## Военная служба
С 1900 года Кенелм Эджкамб служил в качестве офицера запаса в London Electrical Engineers, единице Королевских инженеров Территориальной армии. Во время Первой мировой войны его компания снабжала британскую армию, а сам он служил командиром батальона, обслуживающего прожекторы для охраны военно-морской базы Девонпорт. За свою службу он был награжден орденом Территориального отличия. После войны он уволился из армии в 1925 году в звании подполковника.

## Наследник графского титула
Когда его дальний родственник Пирс Эджкамб, 5-й граф Маунт-Эджкамб, скончался бездетным в 1944 году, Кенелм Эджкамб в возрасте 70 лет наследовал титул 6-го графа Маунт-Эджкамба и родовые владения. Таким образом, он стал членом Палаты лордов, а в 1961 году стал заместителем лейтенанта Корнуолла. Новому графу досталось тяжелое наследство. Семейный дом Маунт-Эджкамб-хаус был полностью разрушен в результате немецкой бомбардировки в 1941 году, но он должен был платить высокие налоги на наследство. Сначала он переехал со своей семьей в старую семейную резиденцию в Котехеле. После длительных переговоров он смог добиться того, чтобы вместо уплаты налогов на наследство он смог передать Котехеле Национальному трасту в 1947 году. Это было первое крупное имущество, переданное Национальному трасту вместо уплаты налогов на наследство. Несмотря на свой возраст и сознавая, что его дочери после его смерти не унаследуют родовое имущество, граф Маунт-Эджкамб решил заново отстроить свою графскую резиденцию. Реконструкция началась в 1958 году по планам Адриана Гилберта Скотта. Для наблюдения за строительными работами Кенелм Эджкамб и его жена сняли небольшую квартиру в бывших конюшнях поместья. Он умер через год после завершения реконструкции.

## Семья и потомство
19 июля 1906 года Кенелм Эджкамб женился на Лилиан Агнес Аркрайт (1877 — 28 сентября 1964), дочери Артура Чандоса Аркрайта и его жены Агнес Туфнелл из Хэтфилд-Плейс в Эссексе. С ней у него был сын и три дочери:
- Хилария Агнес Эджкамб (16 января 1908 — 19 ноября 2009), муж — подполковник Дениз Люциус Альбан Гиббс (1905—1984), четверо детей
- Кэтрин Лилиан Эджкамб (1 мая 1910—1999), 1-й муж — капитан Фрэнсис Кэмпбелл де ла Поэр Бересфорд-Пирс (1911—1986), трое детей и развод в 1957 году; 2-й муж — Габбетт Малхаллен.
- Маргарет Луиза Эджкамб (21 марта 1912 — апрель 1988), муж — подполковник Конолли Роберт МаКкосланд (1906—1968), пятеро детей.
- Пирс Ричард Эджкамб (22 октября 1914 — 27 мая 1940), лейтенант, погиб в возрасте 25 лет в битве за Дюнкерк.

Поскольку его единственный сын Пирс пал в битве за Дюнкерк 27 мая 1940 года, после его смерти его двоюродный племянник Эдвард Пирс Эджкамб (1903—1982), проживающий в Новой Зеландии, унаследовал Маунт-Эджкумб-хаус и графский титул.

## Работы
- Industrial electrical measuring instruments. Constable, London, 1918.